# 55-й армейский корпус (вермахт)
55-й армейский корпус (нем. LV. Armeekorps), сформирован 6 января 1941 года. В марте 1945 года переименован в гарнизон Пиллау.

## Боевой путь
С 22 июня 1941 года — участие в германо-советской войне, в составе группы армий «Юг». Бои на Украине (Житомир, Киев), затем бои в районе Белгорода, Курска.
В 1942 году — бои в районе Курска, затем на Дону.
В 1943 году — бои в районе Орла, с августа отступление в Белоруссию.
В 1944 году — бои в Белоруссии, в августе — отступление в Восточную Пруссию.
В 1945 году — бои в Восточной Пруссии, в апреле — в составе оперативной группы «Земланд».
Разгромлен в ходе Земландской наступательной операции 25 апреля 1945 года частями и соединениями советских войск Земландской группы войск 3-го Белорусского фронта.

## Состав корпуса
23 сентября 1941
- LV армейский корпус:
  - 124-е (моторизованная) артиллерийское командование
  - Штаб 501-го артиллерийского полка
  - 197-й дивизион штурмовых орудий
  - 863-й (моторизованный) артиллерийский дивизион:
    - 3 батареи (4 100-мм орудия K18 на каждую)

  - 3/111-й (моторизованный) артиллерийский полк
    - Штабная секция
    - моторизованный взвод связи
    - моторизованная топографическая секция
    - 2 батареи (4 150-мм гаубицы sFH 18 на каждую)
    - 1 лёгкая (моторизованная) колонна снабжения боеприпасами (48-тонная)

  - 4/221-й (конный) артиллерийский полк
    - Штабная секция
    - моторизованный взвод связи
    - моторизованная топографическая секция
    - 3 (моторизованные) батареи (4 150-мм гаубицы sFH 18 на каждую)
    - 1 лёгкая (моторизованная) колонна снабжения боеприпасами (48 т)

  - 525-й противотанковый дивизион (за вычетом 1 роты)
  - 500-й пехотный батальон (в составе 101-й лёгкой пехотной дивизии)
  - 673-й пионерный полковой штаб
  - 112-й строительный батальон
  - 4.(H)/41 разведывательный штаб
  - Приданы:
    - 18-й командир строительных войск
    - 551-й дорожно-строительный батальон
    - 96-й строительный батальон
    - 221-й строительный батальон
    - 53-й отряд организации Тодта

  - 57-я пехотная дивизия:
    - 1/,2/,3/179-й пехотный полк
    - 1/,2/,3/199-й пехотный полк
    - 1/,2/,3/217-й пехотный полк
    - 1/,2/,3/157-й артиллерийский полк, каждый дивизион имел 3 батареи (по 4 105-мм орудия)
    - 4/157-й артиллерийский полк: 3 батареи (по 4 150-мм орудия sFH)
    - 157-й противотанковый дивизион
    - 157-й разведывательный батальон
    - 157-й пионерный батальон
    - 157-й батальон связи
    - Подразделения поддержки 157-й дивизии

  - 100-я лёгкая пехотная дивизия:
    - Штаб дивизии
    - Моторизованная картографическая секция
    - 54-й пехотный полк
      - Штаб
      - 1 взвод связи
      - 1 взвод велосипедистов (4 ручных пулемёта)
      - 1 взвод поддержки пехоты (2 75-мм пехотных орудия)
      - 1 полковой оркестр
      - 3 батальона, каждый из которых имеет
        - 3 пехотные роты (12 ручных пулемётов, 3 ПТР и 3 50-мм миномёта)
        - 1 пехотная рота (12 станковых пулемётов, 2 28-мм ПТ-пушки)
        - 1 пехотная рота
          - 1 саперный взвод (4 ручных пулемёта)
          - 1 миномётная секция (6 80-мм миномётов)
          - 1 отделение пехотных орудий (2 75-мм пехотных орудий)
          - 1 секция пехотных орудий (2 150-мм пехотных орудия)
          - 1 моторизованная противотанковая рота (2 50-мм ПТ, 9-37-мм PAK 36 и 4 ручных пулемёта с тягачами Sd Kfz 2)

    - 227-й пехотный полк: то же, что и 54-й пехотный полк
    - 83-й артиллерийский полк
      - Штаб полка
      - 1 взвод связи
      - 1-й дивизион: 2 батареи (каждая с 4 105-мм горные пушки и 2 ручных пулемёта)
      - 3-й дивизион: 3 батареи (4 105-мм горные пушки и 2 ручных пулемёта на каждую)
      - 4-й (моторизованный) батальон: 3 батареи (4 150-мм орудия sFH 18 и 2 пулемёта на каждый)

    - 100-й разведывательный батальон
      - 3 велосипедных эскадрона (3 50-мм миномёта, 2 станковых пулемёта, 12 ручных пулемёта, 3 ПТР)
      - 1 (моторизованный) разведывательный эскадрон
        - 1 противотанковый взвод (3 37-мм пушки PAK 36 & 1 ручной пулемёт (тягачи Sd Kfz 2)
        - 1 взвод пехотных орудий (2 75-мм орудия)

    - 100-й противотанковый дивизион
      - (моторизованный) взвод связи
      - 2 (моторизованные) роты ПТ (6 50-мм, 4 37-мм и 6 ручных пулемётов)

    - 100-й пионерский батальон
      - 1 (велосипедная) инженерная рота (9 ручных пулемётов)
      - 2 инженерная рота (9 ручных пулемётов)
      - 1 лёгкая колонна инженерного снабжения

    - 100-й батальон связи
      - 1 (моторизованная) радиорота
      - 1 (смешанная мобильность) телефонная рота
      - 1 лёгкая колонна снабжения

    - 100-й фельдъегерский батальон
      - 3 роты (без тяжёлого вооружения)

    - 100-й батальон снабжения
      - 6 лёгких (конных) колонн снабжения
      - 1 лёгкая (смешанная) колонна снабжения топливом
      - 1 рота технического обслуживания
      - 1 рота лёгкого снабжения

    - 1 взвод дивизионного квартирмейстера
    - 1 (моторизованная) мясная рота
    - 1 (моторизованная) пекарня
    - 1 колонна скорой помощи
    - 2 (смешанной мобильности) медицинские роты
    - 1 полевой госпиталь
    - 1 ветеринарная рота
    - 1 (смешанной мобильности) взвод полевой почты
    - 1 рота военной полиции

  - 101-я лёгкая пехотная дивизия:
    - 101-й (моторизованный) картографический отряд
    - Дивизионный оркестр
    - 228-й пехотный полк
      - 1 взвод связи
      - 1 велосипедная рота (без тяжёлого вооружения)
      - 3 батальона, каждый из которых имеет:
        - 3 пехотные роты (12 ручных пулемёта и 3 50-мм миномёта на каждую)
        - 1 рота поддержки (8 станковых пулемётов, 6 80-мм миномётов и 2 75-мм пехотных орудий)
        - 1 (велосипедный) пионерский взвод (1 ручной пулемёт)

      - 1 (моторизованная) противотанковая батарея (12 37-мм PAK 36 и 4 ручных пулемёта)

    - 229-й пехотный полк: то же, что и 228-й пехотный полк
    - 101-й разведывательный батальон
      - 1 (моторизованный) взвод связи
      - 1 кавалерийский эскадрон (2 станковых пулемёта и 9 ручных пулемётов)
      - 1 велосипедный эскадрон (3 50-мм миномёта, 2 станковых пулемёта и 9 ручных пулемётовS)
      - 1 (моторизованная) противотанковая секция (3 37-мм PAK 36 и 1 ручной пулемёт)
      - 1 конная батарея (вооружение не указано)

    - 101-й противотанковый дивизион
      - 1 (моторизованный) взвод связи
      - 1 (моторизованная) противотанковая батарея (12 37-мм PAK 36 и 4 ручных пулемёта)
      - 1 (моторизованная) противотанковая батарея (8 37mm PAK 36, 4 28-мм sPzBu41 и 4 ручных пулемёта)

    - 85-й артиллерийский полк
      - 1 взвод связи
      - 1 (моторизованный) взвод метеорологов
      - 1-й и 2-й дивизионы, каждый в составе:
        - 1 взвод связи
        - 1 топографический отряд
        - 2 батареи (4 105-мм пушки leFH и 2 ручных пулемёта на каждую)

      - 3-й дивизион:
        - 1 взвод связи
        - 1 топографический отряд
        - 3 батареи (4 105-мм орудия leFH и 2 ручных пулемёта на каждую)

      - 4-й дивизион:
        - 1 (моторизованный) взвод связи
        - 1 (моторизованная) топографический отряд
        - 3 (моторизованные) батареи (4 150-мм гаубицы sFH и 2 ручных пулемёта на каждую)

    - 101-й фельдъегерский батальон
    - 3 роты (без тяжёлого вооружения)
    - 101-й пионерный батальон
      - 1 (велосипедная) рота пионеров (9 ручных пулемётов)
      - 2 пионерские роты (9 ручных пулемётов на каждую)
      - 1 пионерская колонна
      - 1 (моторизованная) мостовая колонна Б
      - 1 (моторизованная) пионерская колонна

    - 101-й батальон связи
      - 1 (моторизованная) телефонная рота
      - 1 (моторизованная) радиорота
      - 1 (моторизованная) колонна связи

    - 101-я дивизионная служба снабжения
      - 1-3/101-я (моторизованная) лёгкие колонны
      - 4-8/101-я лёгкие колонны
      - 9/101-я (моторизованная) колонна лёгкого топлива
      - 101-й взвод технического обслуживания
      - 101-я рота снабжения

    - 101-я дивизионная администрация
    - 101-я (моторизованная) полевая пекарня
    - 101-я (моторизованная) мясная рота
    - 1/,2/101-я (tmot) горные медицинские роты
    - 101-й полевой госпиталь
    - 101-я (моторизованная) санитарная рота
    - 101-я ветеринарная рота
    - 101-й (моторизованный) взвод военной полиции
    - 101-я (моторизованная) полевая почта

  - 297-я пехотная дивизия:
    - 1/,2/,3/522-й пехотный полк
    - 1/,2/,3/523-й пехотный полк
    - 1/,2/,3/524-й пехотный полк
    - 1/,2/,3/297-й артиллерийский полк: каждый дивизион имел: 3 батареи (по 4 105-мм leFH)
    - 4/297-й артиллерийский полк: 3 батареи (по 4 150-мм sFH)
    - 297-й противотанковый дивизион
    - 297-й разведывательный батальон
    - 297-й пионерный батальон
    - 297-й батальон связи
    - Подразделения поддержки 297-й дивизии[3]

В июне 1942:
- 45-я пехотная дивизия
- 95-я пехотная дивизия
- 299-я пехотная дивизия

11 июля 1942:
- LV армейский корпус:
  - 88-я пехотная дивизия:
    - 1/,2/,3/245-й пехотный полк
    - 1/,2/,3/246-й пехотный полк
    - 1/,2/,3/248-й пехотный полк
    - 188-й быстрый батальон
    - 1/,2/,3/,4/188-й артиллерийский полк
    - 188-й сапёрный батальон
    - 188-й батальон связи
    - Подразделения поддержки дивизии

  - 45-я пехотная дивизия:
    - 1/,2/,3/130-й пехотный полк
    - 1/,2/,3/133-й пехотный полк
    - 1/,2/,3/135-й пехотный полк
    - 45-й противотанковый дивизион
    - 45-й велосипедный батальон
    - 1/,2/,3/98-й артиллерийский полк
    - 1/99-й артиллерийский дивизион
    - 81-й сапёрный батальон
    - 65-й батальон связи
    - Подразделения поддержки дивизии

  - 95-я пехотная дивизия:
    - 1/,2/,3/278-й пехотный полк
    - 1/,2/,3/279-й пехотный полк
    - 1/,2/,3/280-й пехотный полк
    - 195-й быстрый батальон
    - 1/,2/,3/,4/195-й артиллерийский полк
    - 195-й сапёрный батальон
    - 195-й батальон связи
    - Подразделения поддержки дивизии

  - 383-я пехотная дивизия:
    - 531-й пехотный полк
    - 532-й пехотный полк
    - 533-й пехотный полк
    - 383-й быстрый батальон
    - 1/,2/,3/,4/383-й артиллерийский полк
    - 383-й сапёрный батальон
    - 383-й батальон связи
    - Подразделения поддержки дивизии[4]

В июле 1943:
- 110-я пехотная дивизия
- 134-я пехотная дивизия
- 296-я пехотная дивизия
- 339-я пехотная дивизия

В апреле 1944:
- 102-я пехотная дивизия
- 292-я пехотная дивизия

В сентябре 1944:
- 267-я пехотная дивизия
- 563-я пехотная дивизия
- 28-я лёгкая пехотная дивизия
- 203-я охранная дивизия

## Командующие корпусом
- С 6 января 1941 — генерал пехоты Эрвин Фиров
- С 10 марта 1943 — генерал пехоты Эрих Яшке
- С 6 октября 1943 — генерал пехоты Фридрих Херрляйн
- С 5 февраля 1945 — генерал-лейтенант Курт Хиль